# Vetenskapsåret 1773

## Händelser

Malströmsgalaxen

- 17 januari - James Cook blir den förste europé att korsa södra polcirkeln.
- 13 oktober - Charles Messier upptäcker Malströmsgalaxen (bilden), en växelverkande spiralgalax på 23 miljoner ljusårs avstånd i stjärnbilden jakthundarna.
- Hilaire Rouelle upptäcker urea.

## Pristagare
- Copleymedaljen: John Walsh, brittisk naturvetare.

## Födda
- 29 januari - Friedrich Mohs (död 1839), tysk mineralog.
- 19 maj - Arthur Aikin (död 1854), brittisk kemist, mineralog.
- 13 juni - Thomas Young (död 1829), engelsk fysiker och fysiolog.
- 23 juli - Thomas Brisbane (död 1860), brittisk general och astronom.
- 21 december - Robert Brown (död 1858), brittisk botaniker.
- 27 december - George Cayley (död 1857), brittisk tidig flygpionjär.
- Marie Boivin (död 1841), fransk barnmorska, medicinsk forskare och uppfinnare.

## Avlidna
- 23 juli - George Edwards (född 1693), brittisk ornitolog, naturvetare.